# Komturzy pokarmińscy

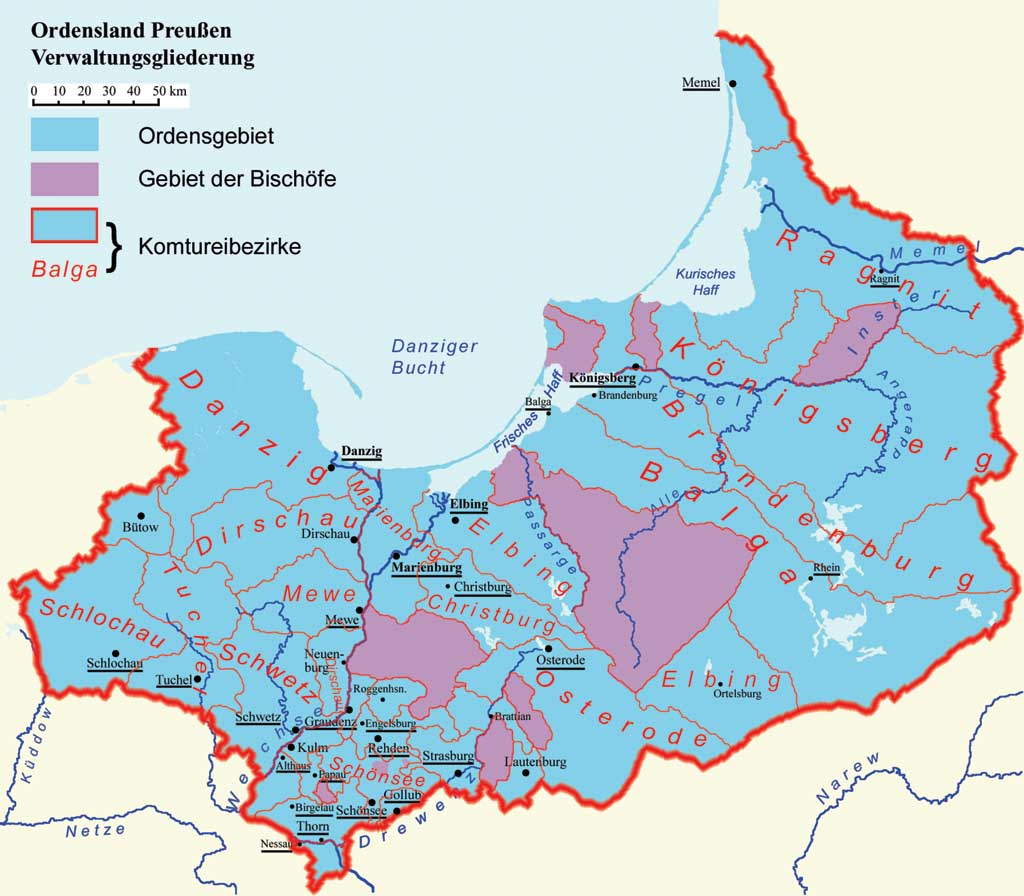
Podział państwa zakonnego na komturie

Jest to chronologiczna lista komturów zakonu krzyżackiego sprawujących władzę w regionie Pokarmina:
Komturzy pokarmińscy:
- 1270–1276 - Fryderyk von Holdenstedt
- 1284–1288 - Meinhard von Querfurt
- 1290–1294 - Ludwik von Schüpf
- 1296–1303 - Kuno von Hattstein
- 1304–1305 - Konrad von Lichtenhain
- kwiecień 1309 – październik 1313 - Gebhard von Mansfeld
- styczeń 1315 – sierpień 1321 - Heinrich von Senskau
- maj 1326 – lipiec 1334 - Rüdiger von Thalheim
- grudzień 1334 - marzec 1335 - Heinrich Dusemer
- maj 1337 - sierpień 1338 - Erkenger von Aldenberg
- czerwiec 1339 - grudzień 1349 - Heinrich von Ebeleiben
- styczeń 1351 - lipiec 1359 - Erwin von Stockheim
- 1360 - luty 1370 - Kuno von Hattstein
- kwiecień 1370 - lipiec 1380 - Günther von Hohenstein
- sierpień 1380 - styczeń 1383 - Albrecht von Sachsen
- styczeń 1383 - maj 1392 - Fryderyk von Wenden
- maj 1392 - czerwiec 1393 - Johann von Schönfeld
- czerwiec 1393 - kwiecień 1396 - Johann von Streifen
- maj 1396 - wrzesień 1399 - Johann von Rumpenheim
- wrzesień 1399 - maj 1402 - Kuno von Lichtenstein
- maj 1402 - lipiec 1410 - Markward von Salzbach
- 1435 - Johann von Beenhausen
- 1471–1473 - Veit von Gich
- 1475–1480 - Bernhard von Balzhofen
- 1480–1488 - Johann von Tieffen
- 1491–1495 - Melchior Köchler von Schwansdorf